# Kovaçica
Kovaçica (albanska: Kovaçica, (serbiska: Kovačica) är en by i Kosovo. Den ligger i kommunen Mitrovica. Enligt den senaste folkräkningen år 2011 fanns det 27 invånare.

## Demografi
| Demografi | 2011 |
| --------- | ---- |
| albaner   | 27   |

## Personer
- Ukshin Kovaçica - krigare